# Kap Beck
Das Kap Beck ist ein abgerundetes Felsenkap, welches die südlichste Landmarke der Insel Black Island im Ross-Archipel darstellt.
Teilnehmer der New Zealand Geological Survey Antarctic Expedition (1958–1959) benannten es nach dem neuseeländischen Geologen Alan Copland Beck, der bei dieser Forschungsreise die Mannschaft anführte, welche die Insel Black Island erkundete.